# EVO1
EVO1 – typ czteroosiowego, niskopodłogowego tramwaju zaprojektowanego i wyprodukowanego przez czeskie konsorcjum Aliancí TW Team (Pragoimex, VKV Praha oraz Krnovské opravny a strojírny) przy współpracy z przedsiębiorstwem Dopravní podnik hlavního města Prahy (DPP). W mediach wagon znany jest pod pseudonimem „Evička”.

## Opis
Konstrukcja tramwaju wywodzi się od dwuczłonowego wagonu EVO2. EVO1 to w pełni niskopodłogowy, silnikowy wagon tramwajowy o długości 15 m. Pudło opiera się na dwóch dwuosiowych wózkach, a do wnętrza prowadzi czworo drzwi odskokowych (pierwsze są jednoskrzydłowe, a pozostałe dwuskrzydłowe). Wnętrze wagonu ze 158 miejscami dla pasażerów (w tym z 30 miejscami siedzącymi) jest klimatyzowane.

## Prototyp
Nadwozie prototypu dostarczono do praskich warsztatów tramwajowych w grudniu 2014 r., natomiast montaż końcowy trwał do czerwca 2015 r. Tramwajowi, pozostającemu własnością Aliance TW Team, nadano numer taborowy 0033 (kontynuacja numeracji prototypów tramwajów ČKD testowanych w Pradze). Po raz pierwszy wagon zaprezentowano publicznie 16 czerwca 2015 r. w Ostrawie na targach Czech Raildays.
27 kwietnia 2015 r. przeprowadzone zostały w zakładach KOS testy zderzeniowe z udziałem tramwaju EVO1; testy potwierdziły poprawność wykonanych wcześniej obliczeń wytrzymałości wagonu.
W kolejnych miesiącach tramwaj przeszedł w Pradze badania i testy homologacyjne; przewidywano, że prototyp mógłby rozpocząć jazdy próbne z pasażerami we wrześniu 2015 r. 16 października 2015 r. wagon wyjechał na linię nr 9, przewożąc pasażerów z okazji Europejskiego Tygodnia Mobilności. Jazdy testowe bez pasażerów, z powodu problemów technicznych, trwały dłużej niż przewidywano. Ponadto 14 grudnia 2015 r. na przystanku Slavia miał miejsce wypadek: tramwaj zderzył się z pieszym, który wszedł na jezdnię. Po wypadku tramwaj miał rozbitą przednią szybę: z powodu konieczności jej wymiany opóźnieniu uległy terminy następnych jazd testowych.
Od 1 lutego 2016 r. tramwaj rozpoczął kursowanie z pasażerami: w dni powszednie przydzielony był do brygady nr 3 linii tramwajowej nr 6, natomiast w weekendy obsługiwał linie nr 5 i 7 (w sobotę 5 lutego obsługiwał brygadę nr 2 linii nr 5, a w niedzielę 6 lutego pojawił się na 3 brygadzie linii nr 7). Testy wagonu planowano zakończyć do końca sierpnia 2016 r. (ustalono, że tramwaj powinien przejechać 4500 km).

## Dostawy
Według producenta tramwaj EVO1 mógłby być atrakcyjny dla rynków wschodnich, jednak dostawy do miast położonych w Czechach są również możliwe. Przedsiębiorstwo Dopravní podnik hlavního města Prahy oświadczyło, że nie zamierza dokonać zakupu prototypu.
Prototyp tramwaju zakupił w 2016 r. przewoźnik Dopravní podnik měst Mostu a Litvínova. Wagon dostarczono do Mostu dnia 15 czerwca 2016 r..

## Zdjęcia

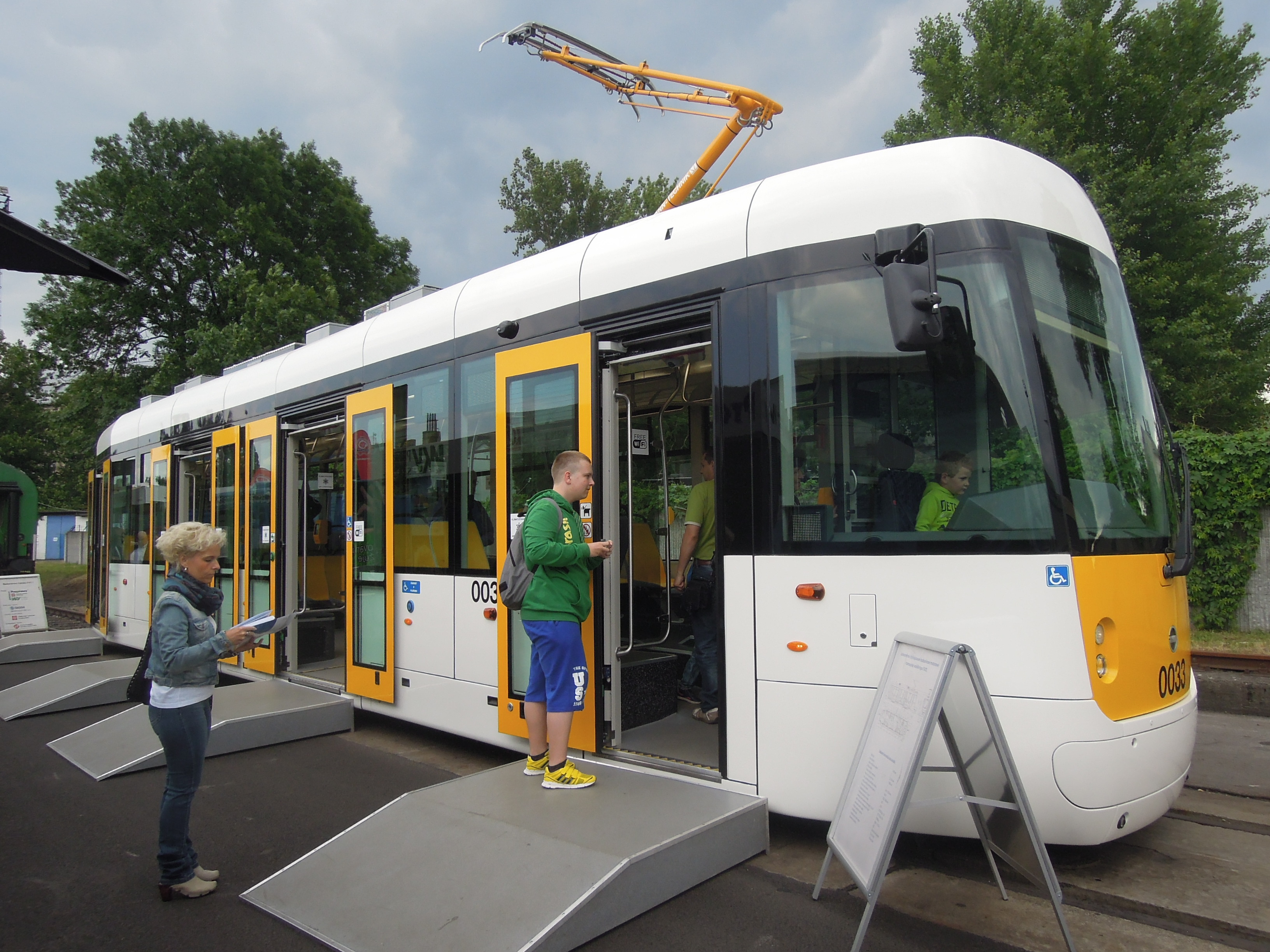
Widok na prawy bok
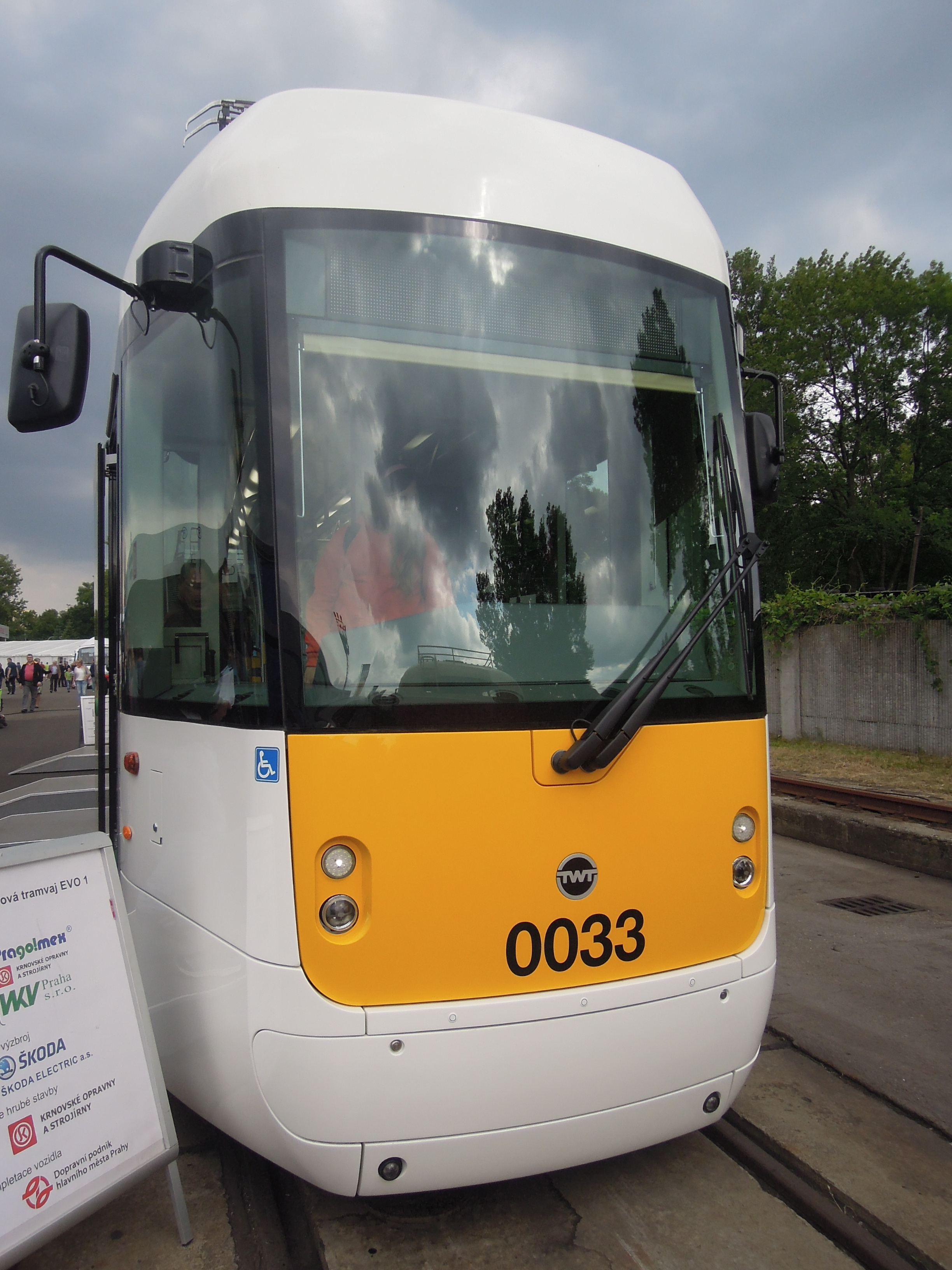
Przednie czoło tramwaju
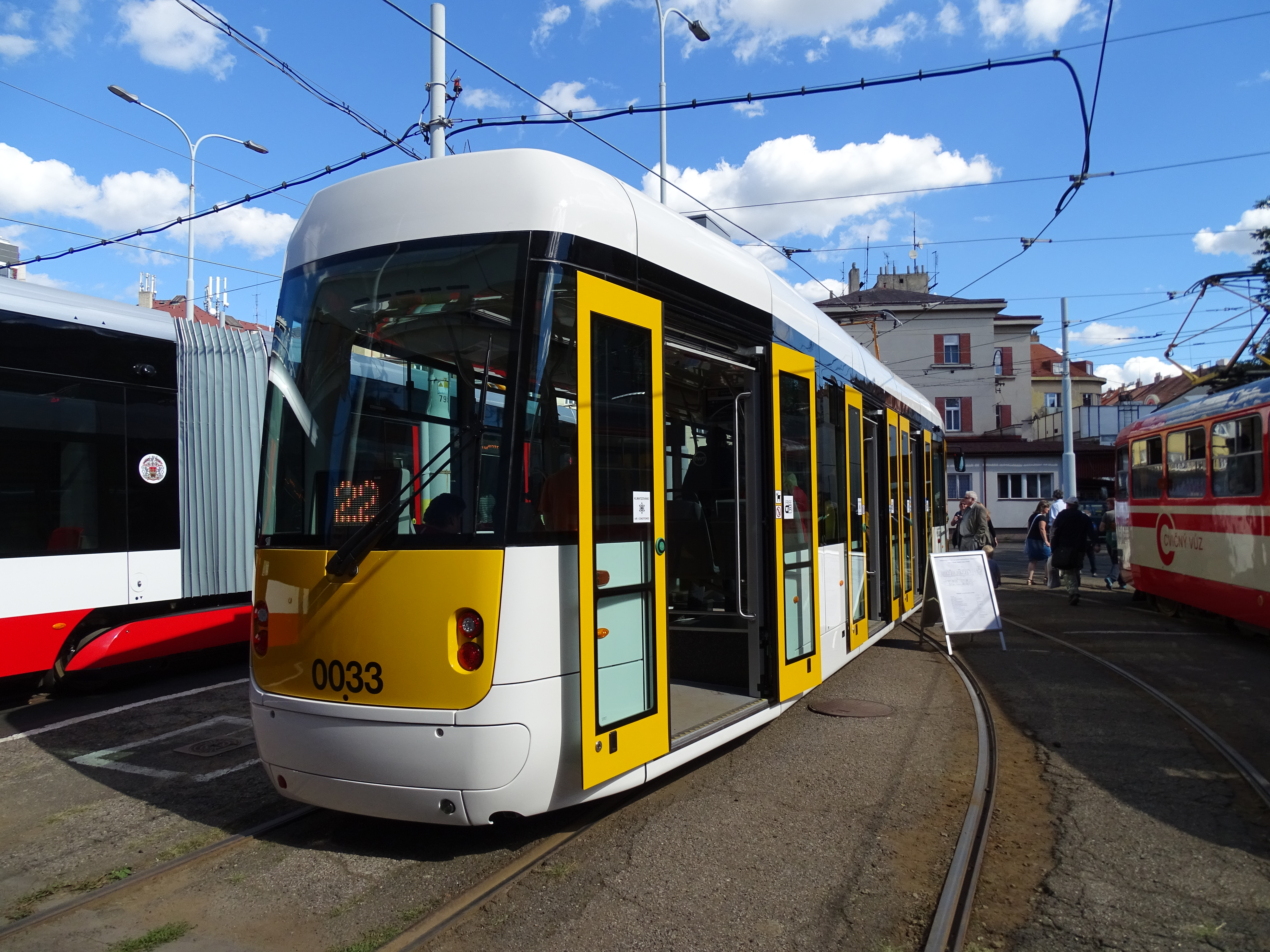
Tylne czoło tramwaju
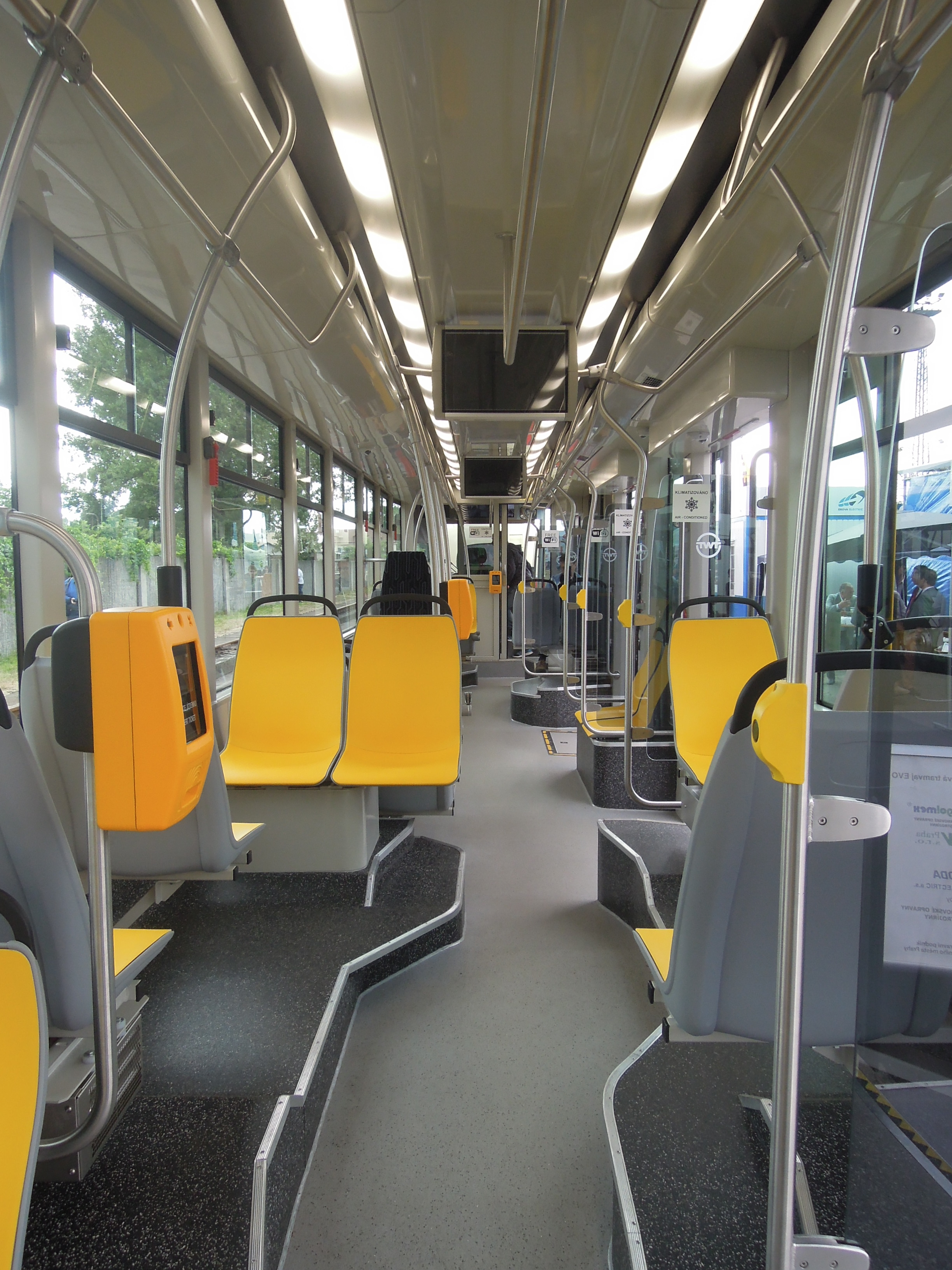
Wnętrze
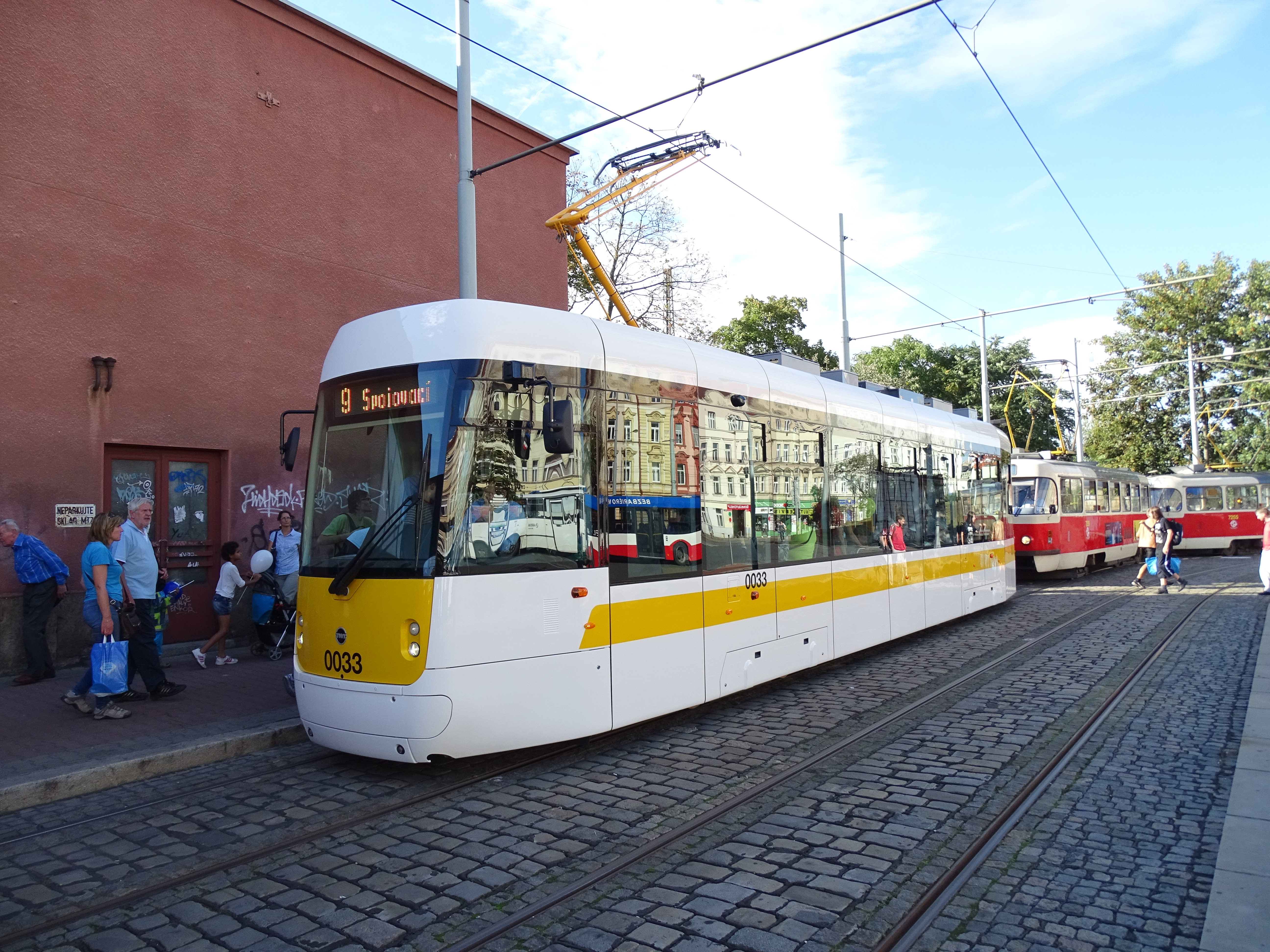
Tramwaj EVO1 na linii nr 9 w Pradze